# Kaliště, Praha-východ
Kaliště là một làng thuộc huyện Praha-východ, vùng Středočeský, Cộng hòa Séc.